# جوایز سرگرمی پان‌ارمنیان (۲۰۱۶)
جوایز سرگرمی پان‌ارمنیان (۲۰۱۶) (انگلیسی: 2016 Pan Armenian Entertainment Awards) در روز یکشنبه ۶ نوامبر ۲۰۱۶ در تئاتر مایکروسافت در لس آنجلس، کالیفرنیا توسط Global Arts International با همکاری PanArmenian Media Group برگزار شد. این جوایز که نخستین دوره آن برگزار می‌شد به هنرمندان ارمنستان و جماعت ارمنیان پراکنده در رشته‌های موسیقی، سینما، تلویزیون، رسانه و مد اهدا گردید.

## برندگان جوایز
- لیلیت هوهانیسیان - بهترین خواننده زن سال
- مارتین مکرتچیان - بهترین خواننده مرد سال
- آرپی گابریلیان و میهران تساروکیان - پربیننده‌ترین پروژه موسیقایی (ترانه) (Anhnar e)

- ایوتا موکوچیان - بهترین هنرمند سال به عنوان سفیر سرگرمی ارمنستان در صحنه بین‌المللی
- سیروشو - Preacher of national values[الف]
- خانه دیوانگان (به ارمنی: Ֆուլ Հաուս) - بهترین کمدی تلویزیونی سال
- تامار کاپرلیان - بهترین خواننده زن جماعت ارمنیان پراکنده
- آرمنچیک - بهترین خواننده مرد جماعت ارمنیان پراکنده
- دنیا مانند تو را ندارد (به ارمنی: Չունի աշխարհը քեզ նման) اثر رازمیک آمیان - بهترین ترانه سال
- اریک - بهترین پروژه موسیقی/کنسرت سال
- سوفی مخیان و ویگن هوسپیان (Քիչ է) - بهترین دوئت سال
- زندگی و جنگ - بهترین فیلم سال
- پدر (به ارمنی: Հայրիկ) بهترین نماهنگ سال - با اجرای آرمنچیک / به کارگردانی آرتور مانوکیان
- آرپی شاهنوباریان (به ارمنی: Արփի Շահնուբարյան) - تامزارا (به ارمنی: Թամզարա) - بهترین سال[ب]
- آرمان هوهانیسیان - بیشترین هنرمند درخواستی[پ]
- Գև Օրկյան - بهترین (هنرپیشه کمدی) کمدین جماعت ارمنیان پراکنده سال
- (به ارمنی: Ժամը) - [ت]

## جوایز ویژه
- نازنی هوهانیسیان - بهترین چهره رسانه ای سال
- تاتا سیمونیان - [ث]
- آرتور گریگوریان (به ارمنی: Արթուր Գրիգորյան) - [ج]
- دیانا گریگوریان برای اجرای (به ارمنی: Դիանա Գրիգորյան) - [چ]
- آراکسیا کاراپتیان (به ارمنی: Արաքսյա Կարապետյան)
- آتوم اگویان

## یادداشت
1. ↑  երիտասարդների շրջանում ազգային արժեքների տարածման համար
2. ↑  Տարվա լավագույն ժողովրդական մշակում
3. ↑  Ամենապահանջված արտիստ
4. ↑  լրատվական, Արմենիա հ/ը լրատվական ծառայություն Տարվա լավագույն տեղեկատվական հեռուստանախագիծ
5. ↑  հայկական փոփ-ֆոլկ երաժշտության ոլորտում ավանդի համար
6. ↑  հայկական երաժշտական ոլորտում մեծ ավանդի համար
7. ↑  ամենավարկանշային հեռուստանախագծերն իրականացնելու համար